# Fuenlabrada
Fuenlabrada er en by og kommune i det centrale Spanien i Madrid-regionen. Den har et indbyggertal på 190.790 (2024) indbyggere. Byen ligger ca. 20 kilometer syd for landets hovedstad Madrid.
Fuenlabrada er kendt som fødebyen for fodboldspilleren Fernando Torres, der blandt andet blev matchvinder i finalen ved EM i fodbold 2008.